# レッスルエキスポ2006
レッスルエキスポ2006（WRESTLE EXPO 2006）は、インディー団体が集結しお台場の特設リングで2日間に渡って開催された野外プロレス・格闘技イベント。SPECIAL ZONEやFREE ZONEなどサブリングも設置された。

## 概要
- 2006年8月19日、8月20日
- 東京・お台場

## 参加団体・選手
- 団体

大日本プロレス、DDT、NEO、G-SHOOTO、大阪プロレス、アパッチプロレス軍、KAIENTAI-DOJO、JWP、我闘姑娘、みちのくプロレス、JDスター、666、ユニオンプロレス、STYLE-E、M's Style、マッスル、静岡プロレス、FU★CK!、ガッツワールド、禅道会、JAWA（日本アームレスリング協会）、SWS（学生プロレス）、HWWA（一橋大学世界プロレスリング連盟）、nkw（学生プロレス）
- 個人選手

KAORU、鈴木健想

## 試合結果
| 第1試合 G-SHOOTOルール 48kg契約 5分2R                | 第1試合 G-SHOOTOルール 48kg契約 5分2R                | 第1試合 G-SHOOTOルール 48kg契約 5分2R                | 第2試合 G-SHOOTOルール 50kg契約 5分2R                | 第2試合 G-SHOOTOルール 50kg契約 5分2R                | 第2試合 G-SHOOTOルール 50kg契約 5分2R                |
| ○SACHI （空手）                                      | 判定（2-0）                                          | 今川めぐみ● （アームレスリング）                     | ○安才梓 （空手）                                     | 1R 2分20秒 TKO                                       | 西島未智● （総合格闘技）                             |
| 第3試合 WRESTLE EXPO特別ルール 60kg契約 5分2R        | 第3試合 WRESTLE EXPO特別ルール 60kg契約 5分2R        | 第3試合 WRESTLE EXPO特別ルール 60kg契約 5分2R        | 第4試合 WRESTLE EXPO特別ルール 63kg契約 5分2R        | 第4試合 WRESTLE EXPO特別ルール 63kg契約 5分2R        | 第4試合 WRESTLE EXPO特別ルール 63kg契約 5分2R        |
| ●佐藤綾子 （プロレス)                                | 1R 2分4秒 腕ひしぎ十字固め                           | 魔魅虎○ （柔術)                                      | ○石井千恵 （プロレス）                               | 1R 4分38秒 TKO                                       | 有賀美由紀● （空手）                                 |
| 第5試合 WRESTLE EXPO特別ルール 75kg契約 5分2R        | 第5試合 WRESTLE EXPO特別ルール 75kg契約 5分2R        | 第5試合 WRESTLE EXPO特別ルール 75kg契約 5分2R        | 第6試合 WRESTLE EXPO特別ルール 47kg契約 5分2R        | 第6試合 WRESTLE EXPO特別ルール 47kg契約 5分2R        | 第6試合 WRESTLE EXPO特別ルール 47kg契約 5分2R        |
| ●江本敦子 （プロレス）                               | 判定（3-0）                                          | 武田美智子○ （空手）                                 | ●山田よう子 （アームレスリング）                     | 1R 1分14秒 腕ひしぎ逆十字固め                        | 村浪真穂○ （空手）                                   |
| セミファイナル WRESTLE EXPO特別ルール 無差別級 5分2R | セミファイナル WRESTLE EXPO特別ルール 無差別級 5分2R | セミファイナル WRESTLE EXPO特別ルール 無差別級 5分2R | メインイベント WRESTLE EXPO特別ルール 無差別級 5分2R | メインイベント WRESTLE EXPO特別ルール 無差別級 5分2R | メインイベント WRESTLE EXPO特別ルール 無差別級 5分2R |
| ○アメージング・コング （プロレス）                   | 2R 1分6秒 TKO                                        | 清水里香● （女相撲）                                 | ●伊藤薫 （プロレス）                                 | 2R 3分13秒 腕ひしぎ十字固め                          | 美花○ （柔道）                                       |

| 第1試合 『レディゴン・スペシャル・プレゼンツ』 タッグマッチ15分1本勝負 | 第1試合 『レディゴン・スペシャル・プレゼンツ』 タッグマッチ15分1本勝負 | 第1試合 『レディゴン・スペシャル・プレゼンツ』 タッグマッチ15分1本勝負 | 第2試合 WWWCトーナメント1回戦 時間無制限1本勝負                                                                         | 第2試合 WWWCトーナメント1回戦 時間無制限1本勝負                                                                         | 第2試合 WWWCトーナメント1回戦 時間無制限1本勝負                                                                         |
| 渋谷シュウ ○栗原あゆみ                                                 | 7分16秒 ミサイルキック→体固め                                          | 米山香織 希月あおい●                                                   | ○木村響子 | 5分19秒 キムラロック | レベッカ・ノックス● |
| 第3試合 WWWCトーナメント1回戦 時間無制限1本勝負                        | 第3試合 WWWCトーナメント1回戦 時間無制限1本勝負                        | 第3試合 WWWCトーナメント1回戦 時間無制限1本勝負                        | 第4試合 ニューNEO女子プロレス・NEOマシンガンズ敗者解散マッチ 30分1本勝負                                                | 第4試合 ニューNEO女子プロレス・NEOマシンガンズ敗者解散マッチ 30分1本勝負                                                | 第4試合 ニューNEO女子プロレス・NEOマシンガンズ敗者解散マッチ 30分1本勝負                                                |
| ●アマポーラ                                                            | 7分12秒 GUST→体固め                                                    | 田村欣子○                                                              | タニー・マウス ○宮崎有妃                                                                                                | 9分47秒 恥ずかし固め | 浦えりか● 松尾永遠 高橋りか                                                                                             |
| 第5試合 コマンドボリショイ・プロデュース10選手出場バトルロイヤル       |                                                                        |                                                                        | | | |
| ○植松寿絵                                                              | 17分26秒 ドラゴン・スープレックス・ホールド                            | コマンド・ボリショイ●                                                  | 退場順 三田英津子、倉垣翼、輝優優、KAZUKI、闘獣牙Leon、元気美佐恵、春日萌花、アメージング・コング、コマンド・ボリショイ | 退場順 三田英津子、倉垣翼、輝優優、KAZUKI、闘獣牙Leon、元気美佐恵、春日萌花、アメージング・コング、コマンド・ボリショイ | 退場順 三田英津子、倉垣翼、輝優優、KAZUKI、闘獣牙Leon、元気美佐恵、春日萌花、アメージング・コング、コマンド・ボリショイ |
| 第6試合 WWWCトーナメント準決勝 時間無制限1本勝負                       | 第6試合 WWWCトーナメント準決勝 時間無制限1本勝負                       | 第6試合 WWWCトーナメント準決勝 時間無制限1本勝負                       | 第7試合 WWWCトーナメント準決勝 時間無制限1本勝負                                                                        | 第7試合 WWWCトーナメント準決勝 時間無制限1本勝負                                                                        | 第7試合 WWWCトーナメント準決勝 時間無制限1本勝負                                                                        |
| ●木村響子                                                              | 7分14秒 デシクレイタ→体固め                                            | ミスシェフ○                                                            | ○田村欣子 | 6分44秒 トモクラッチ | ベネッサ・ザ・マウンテン●                                                                                               |
| 第8試合 下田美馬メキシコ壮行試合 30分1本勝負                           | 第8試合 下田美馬メキシコ壮行試合 30分1本勝負                           | 第8試合 下田美馬メキシコ壮行試合 30分1本勝負                           | メインイベント WWWCトーナメント決勝戦 時間無制限1本勝負                                                                 | メインイベント WWWCトーナメント決勝戦 時間無制限1本勝負                                                                 | メインイベント WWWCトーナメント決勝戦 時間無制限1本勝負                                                                 |
| ○下田美馬 井上京子                                                     | 18分26秒 猛虎原爆固め                                                  | 日向あずみ● さくらえみ                                                 | ○田村欣子 | 8分18秒 ランニングエルボー                                                                                              | ミスシェフ● |
|                                                                        |                                                                        |                                                                        | NWA認定女子パシフィック王座＆NEO認定シングル選手権試合                                                                  | | |